# Félix Maltais
 (août 2016).
Pour les articles homonymes, voir Maltais (homonymie).
Félix Maltais (1946 à Québec au Canada - ) est un éditeur québécois. Il est le fondateur du magazine Les Débrouillards. 

## Biographie
Félix Maltais fut d'abord le premier directeur de l'Agence Science-Presse, agence de presse scientifique québécoise créée en 1978. C'est dans le cadre de la production hebdomadaire de cette agence que Félix créa d'abord une chronique scientifique pour les jeunes, puis le bulletin Je-me-petit-débrouille, devenu le magazine Les Petits Débrouillards, devenu Les Débrouillards.
En plus du mouvement scientifique pour les jeunes et des livres, son travail d'éditeur s'est élargi depuis aux magazines Les Explorateurs et Curium.

## Honneurs
Félix Maltais est récipiendaire, entre autres, d'un doctorat honoris causa de l'Université du Québec à Montréal (2008), du prix Fleury-Mesplet du Salon du livre de Montréal (2015) conjointement avec l'éditeur Jean-Marc Gagnon, du prix Michael-Smith pour la vulgarisation scientifique (2000) conjointement avec le dessinateur des Débrouillards Jacques Goldstyn et du prix des Communications du ministère québécois des Communications (1987).